# 班乔戈尔县
班乔戈尔（Panchagarh District）为孟加拉国朗布尔专区辖县，置县于1984年。该县地处孟加拉国最北端，三面与印度西孟加拉邦以长达288公里的国境线相鄰，其中北邊為大吉岭县，东北邊為杰尔拜古里县、科奇比哈尔县，西邉為北迪奈普縣；南与迪纳杰布尔县（迪奈普）和塔古尔冈县为邻，东南部与尼尔帕马里县相连。全县年平均降雨量2,931毫米，平均气温10.1°C（最低）至30.2°C（最高）。县域总面积1,404.63公里²，总人口836,196人（2001），文盲率高达50%以上；全县共分置5乡（Upazila）。